# Vincent de Meur
Pour les articles homonymes, voir Meur.
Vincent de Meur, né 1628, à Tonquédec (Côtes-d'Armor) et mort le 26 juin 1668 à Vieux-Château (Côte-d'Or), est un prêtre catholique des Missions étrangères de Paris, dont il est le premier supérieur, élu le 11 juin 1664.

## Biographie

### L'ascension du jeune ecclésiastique breton
Vincent de Meur est né au manoir de Kerhuon, commune de Tonquédec (Côtes-d'Armor), en 1628, commença ses études à la collégiale de sa ville natale. Sur le conseil de ses maîtres, on l'envoya en 1643 à Paris, au collège de Tréguier, d'où il suivit les études de l'Université. Alors qu'une grande controverse entre jésuites et jansénistes secoue l'Église, Vincent de Meur soutient une thèse en Sorbonne pour son doctorat en théologie, défendant l'idée "que ceux qui ne reconnaissaient pas la condamnation des cinq propositions de Jansénius, étaient schismatiques".
Après avoir été ordonné prêtre, il rejoint, grâce à sa famille, l'aumônerie du roi, et se fait doter du prieuré de Saint-André-de-la-Bellière.

### L'aventure missionnaire
Lors du passage d'Alexandre de Rhodes à Paris en 1652, Vincent de Meur participe à la rencontre organisée par l'Association des Amis et la Compagnie du Saint-Sacrement, associations de fidèles parmi lesquels Alexandre de Rhodes espère susciter des vocations missionnaires pour l'Asie, où les persécutions contre les chrétiens se déchaînent. Avec François Pallu, il décide de répondre à son appel, et partent en 1657 pour Rome afin d'y présenter au Pape Alexandre VII une supplique pour l'envoi d'évêques en Annam et en Chine.
Proche du jésuite Jean-Joseph Surin, il fait publier son Catéchisme spirituel en y ajoutant des modifications, et son édition est approuvée par Jacques-Bénigne Bossuet. Avec d'autres, ils témoignent de l'influence de différentes missionnaires jésuites à la fondation des Missions étrangères.

### L'établissement du Séminaire

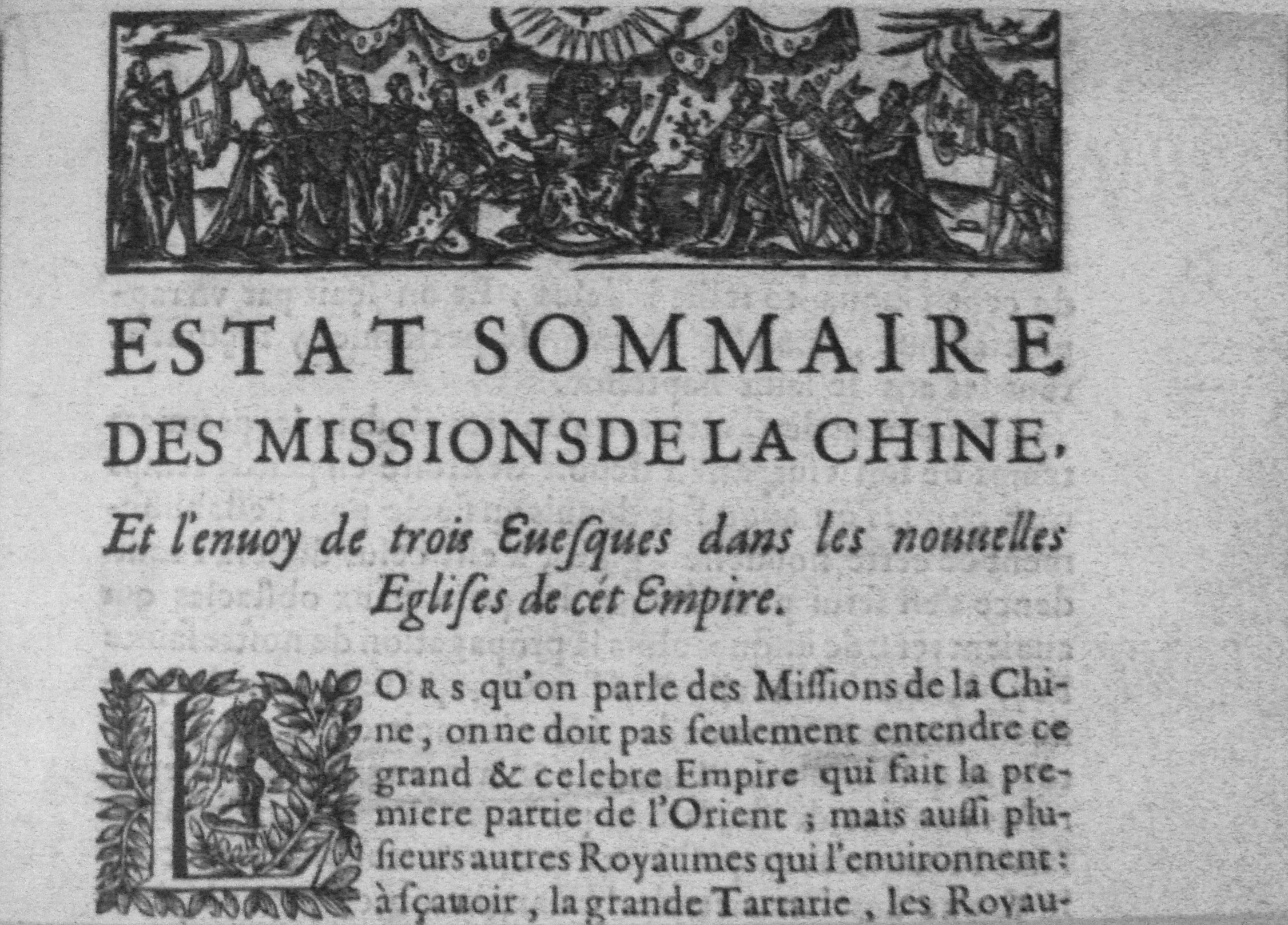
État sommaire des missions de la Chine, que l'on peut considérer comme le premier compte-rendu de la Société des Missions Etrangères, qui existe encore sous la forme de la Revue des Missions Etrangères.

Après l'établissement du Séminaire des Missions étrangères par bref du Pape, et sa reconnaissance par le roi Louis XIV, en 1663, Vincent de Meur est reçu directeur de cette maison le 10 mars 1664, par Gazil, de la Bernardière et Poitevin, et le 11 juin suivant il est élu comme premier supérieur du Séminaire. La confirmation définitive de l'établissement de la Société des Missions étrangères de Paris est donnée le 11 août 1664 par le cardinal Flavio Chigi, légat en France et neveu du pape Alexandre VII.
Il est chargé de rassembler le premier groupe d'aspirants aux Missions à Château de la Couarde à La Queue-les-Yvelines, où les futurs missionnaires sont accueillis par Madame de Miramion.
En 1665, il publie une brochure sur l'état des missions de Chine, et l'envoi des vicaires apostoliques, que l'on peut considérer comme le premier compte-rendu de la Société des Missions Etrangères, qui existe encore sous la forme de la Revue des Missions Etrangères.
Inlassable missionnaire, Vincent de Meur organise de nombreuses missions paroissiales en France, dans la Beauce et dans la Bourgogne. En 1665, il invite le père Julien Maunoir, jésuite qui sera connu comme « l'apôtre de la Bretagne », à prêcher une mission à Tonquédec et il y guérit une fille.

### Dernières années
Aux élections du 9 septembre 1667, il est remplacé dans sa charge de supérieur des Missions étrangères par Michel Gazil de La Bernardière. Il meurt le 26 juin 1668 à Vieux-Château (Côte-d'Or), lors d'une ultime missions d'évangélisation.

## Liens